# Qırım Giray
Qırım Giray (Krim Giray 1717-1769) fou kan de Crimea (1758-1764 i 1768-1769) germà d'Arslan Giray. Aquest estava desterrat i fou cridat i nomenat per la Porta al lloc d'Halim Giray (18 d'octubre de 1758) però els rebels no hi estaven d'acord i just arribar als Dardanels fou enviat altre cop a Rumèlia i designat el cap rebel Qırım Giray. Aquest, sabent que no era el candidat turc, va romandre el primer any a Budjak.
Va nomenar Hajji Giray com a khalgay i Ahmed Giray com a nureddin. Per guanyar-se el favor del sultà va convèncer els nogais de retornar el botí fet als turcs i ell mateix va enviar 20.000 esclaus. Va haver d'enfrontar les intrigues del seu germà Arslan.
El desembre de 1760 un contingent de cosacs va atacar Crimea. Va marxar personalment contra els atacants però es va haver de retirar quan la plaga va començar a devastar Crimea. Va defensar no obstant les fronteres contra els russos i va tenir una activa correspondència amb Prússia i, contra el desig de la Porta, va prometre ajut al rei prussià Frederic el Gran. Va construir una famosa font a Bagchi-Sarai anomenada Şelsebil (Fonts del Paradís).
Cridat per la Porta per ser consultat sobre diversos afers, els mirzes li van aconsellar no anar-hi, però després d'una crida més peremptòria hi va anar finalment el setembre de 1764 i l'octubre fou deposat. En lloc seu fou nomenat Selim III Giray.
El 1768 va ser nomenat altre cop al lloc de Maqsud Giray al qual no obstant va nomenar com a khalgay, i va designar nureddin a Kaplan Girai. Es va decidir una expedició a Nova Sèrbia (Rússia). El 7 de gener de 1769 va entrar oficialment a la que fou la seva capital, Kaushan. Tractat per un metge grec `de nom Siropolos, al servei del príncep de Valàquia, li va aplicar un remei (en realitat un verí) que al cap de poc el va matar (febrer de 1769); el metge es va fer escapol en la confusió. La Porta va designar llavors a Devlet IV Giray, fill d'Arslan Giray.